# Eiderente
Die Eiderente (Somateria mollissima) ist eine Vogelart, die zur Familie der Entenvögel (Anatidae) gehört. Es ist eine große, massig wirkende Meerente, die an der arktischen Küste des Atlantiks und des Pazifiks lebt. In Europa kommt sie vor allem in Skandinavien vor. Die Brutpopulation der Nordseeküste ist wesentlich kleiner. Im Sommer finden sich im Wattenmeer jedoch große Scharen nichtbrütender Eiderenten ein, denen sich im Spätsommer auch noch große Scharen an Mauservögeln hinzugesellen.
Die deutschsprachige Bezeichnung dieser Ente bürgerte sich durch den Daunenhandel ein. Sowohl die Bezeichnung für den Vogel als auch seine Federn (Eiderdaunen) sind dem isländischen æðr entlehnt. Im deutschen Sprachgebrauch wird sie gelegentlich auch als Eidergans oder St.-Cuthbertsente (s. Wappenvogel von Northumberland) bezeichnet. Die lateinische Artbezeichnung Somateria mollissima weist auf die weichen und wärmenden Daunen dieser Entenart hin. Somateria besteht aus zwei griechischen Wörtern. σόμα soma bedeutet „Körper“ und ἔριον érion bedeutet „Wolle“, während das lateinische Adjektiv mollissima „sehr weich“ bedeutet. Übersetzt bedeutet der wissenschaftliche Name „sehr weicher Wollkörper“.

## Beschreibung

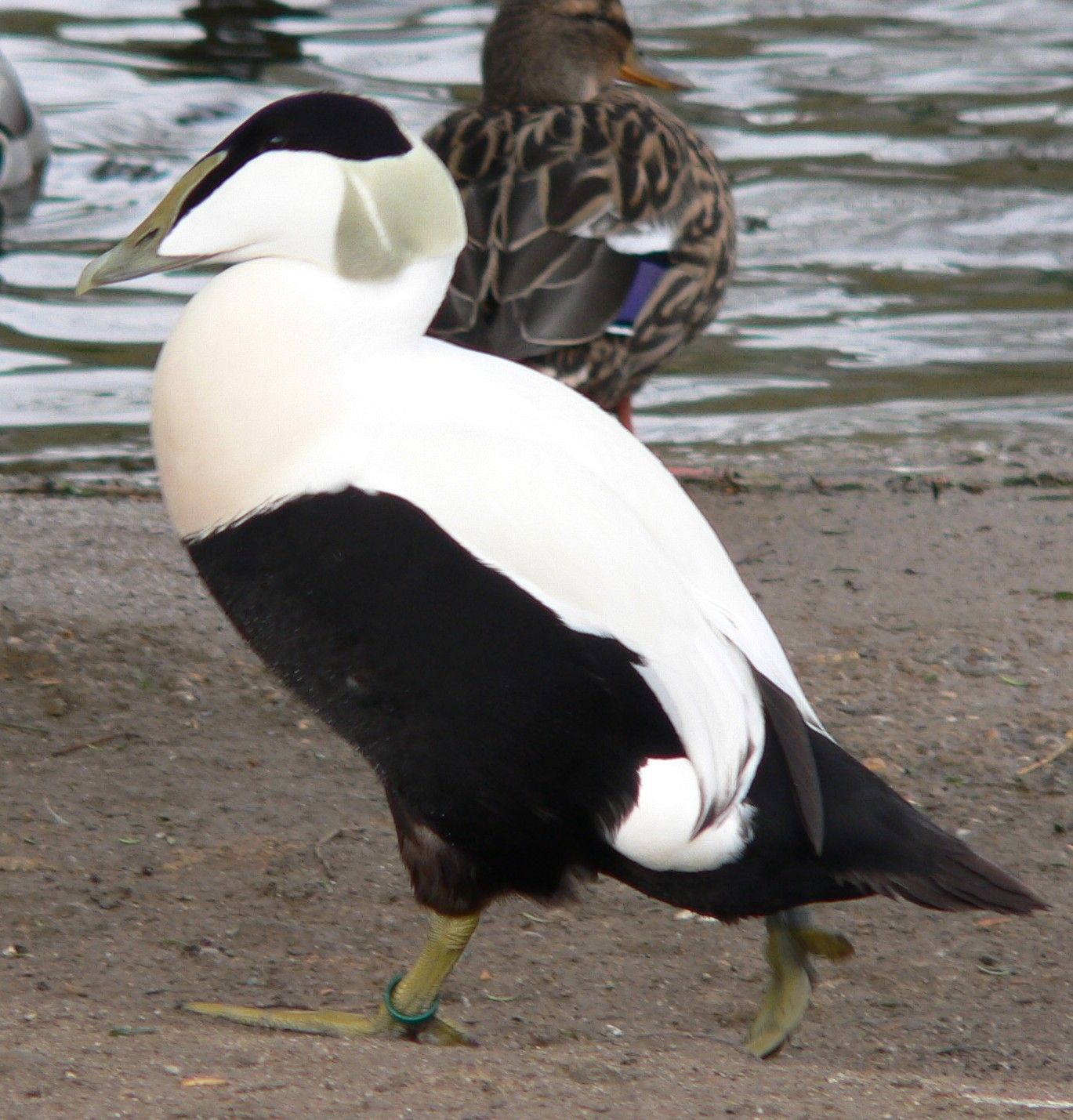
An Land wirken Eiderenten wie dieser Erpel schwerfällig und plump

Die Eiderente ist mit einer Körperlänge von durchschnittlich 58 Zentimetern etwas größer als eine Stockente und erreicht durchschnittlich ein Körpergewicht von 2,2 Kilogramm. Die Länge kann von 60 bis 70 cm variieren, die Flügelspannweite von 95 bis 105 cm. Männchen werden bei dieser Entenart in der Regel älter und sind größer und schwerer als Weibchen. An Land wirkt die Ente plump und schwerfällig, sie ist jedoch ein guter Schwimmer und Taucher, der selbst mit starkem Seegang gut zurechtkommt. Aufgrund der hohen Schnabelwurzel, die direkt in die Stirn übergeht, wirkt der Kopf der Eiderente keilförmig. Sie ist dadurch von anderen Entenarten gut zu unterscheiden, da dieses Profil nur bei dieser Entenart vorkommt. Während des Fluges ist die Eiderente an ihrer kräftigen Gestalt, dem dicken und kurzen Hals sowie der auffallenden Kopfform deutlich zu erkennen.
Die Eiderente zeigt in der Gefiederfärbung einen deutlichen Geschlechtsdimorphismus. Das Brutkleid des männlichen Vogels, der wie bei allen Enten als Erpel bezeichnet wird, ist am Rücken und an der Brust überwiegend weiß. An der Brust ist das Gefieder leicht rosafarben überhaucht. Der Bauch, die Flanken, die Bürzelmitte, der Schwanz, die Ober- und Unterschwanzdecke sowie die Kopfoberseite sind schwarz gefiedert. Am Nacken ist das Gefieder dagegen hell moosgrün. Die Nackenfedern sind leicht verlängert, so dass sie eine kleine Holle bilden. Der Schnabel des Erpels ist beim Prachtkleid gelbgrün, ansonsten blaugrau bis grüngrau. Die äußeren Armschwingen sind schwarz, die inneren sind weiß und sichelförmig gebogen. Als Ruhekleid trägt das Männchen dagegen ein dunkelbraunes Gefieder, das stellenweise mit weißen Gefiederpartien durchsetzt ist. Die Bänderung des Gefieders ist allerdings etwas weniger auffällig als bei den Weibchen.
Das Weibchen trägt während des gesamten Jahres ein unauffällig dunkel- bis gelblichbraunes Gefieder, durch das sich am Körper dichte schwarze Gefiederbänder ziehen. Hals und Kopf sind dagegen stärker einfarbig braun. Das Gefieder hat dort nur eine feine, braunschwarze Strichelung. Sie ähnelt damit im Gefieder den Weibchen vieler anderer Entenarten, durch die auffällige Kopfform ist sie jedoch leicht als Eiderente identifizierbar. Der Schnabel der Eiderente ist beim Erpel grünlich gefärbt, der der weiblichen Eiderente ist dunkelgrün. Die Schnabelspitze ist heller und weist eine breite und verhornte Spitze auf. Die Augenfarbe ist bei beiden Geschlechtern braun.
Jungvögel beider Geschlechter gleichen in ihrer Gefiederfärbung den Weibchen. Sie sind jedoch etwas dunkler in ihrer Gefiederfarbe und weniger stark gebändert. Junge Erpel tragen das voll ausgebildete Prachtkleid des Männchens erst im dritten oder vierten Lebensjahr. Bereits im Prachtkleid des zweiten Lebensjahres zeigen sie jedoch deutlich die Schwarz-Weiß-Kontrastierung, wie sie für adulte Erpel typisch ist. Zu diesem Zeitpunkt finden sich im Kopf- und Halsbereich noch Federn mit gelbbraunem Rand. Teile des Rückengefieders sind noch schwarzbraun.

## Verbreitung und Bestand

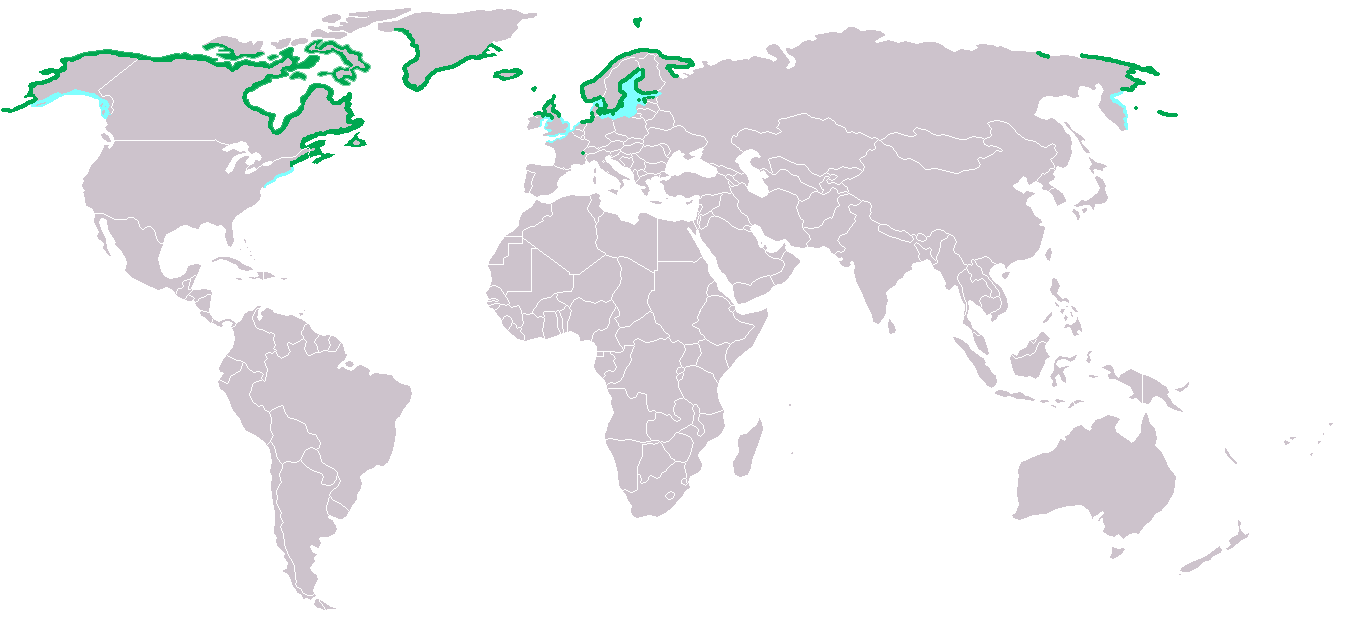
Die Verbreitungskarte zeigt die Brutgebiete in Grün und die Überwinterungsgebiete in Blau

Die Eiderente kommt entlang der nördlichen Küsten von Europa, Nordamerika und Ostsibirien vor. Sie brütet von der Arktis bis in die gemäßigten Klimazonen, in Europa nach Süden etwa bis zum Wattenmeer und ins nordwestliche Frankreich. An der nordamerikanischen Atlantikküste reicht das Brutgebiet bis nach Maine, am Pazifik bis nach Südalaska. Der Schwerpunkt des Brutgebietes der Eiderenten liegt auf Island, wo etwa 450.000 Paare brüten, sowie an der Ostsee, wo sich bis zu 600.000 Paare zur Brut versammeln. Als Brutplätze nutzt die Eiderente kleine vegetationslose Felseninseln und Schären, bewachsene oder bewaldete Inseln, geschützte und ruhige Meeresbuchten mit flachen Ufern. Der nordamerikanische Bestand wird auf 750.000 bis 1 Million Paare geschätzt. Die IUCN schätzt den Gesamtbestand der Eiderente auf 2,5 bis 3,6 Millionen Tiere und stuft die Art als „nicht gefährdet“ (least concern) ein.
Vögel aus den nördlichsten Brutgebieten, etwa aus Spitzbergen, ziehen zum Überwintern in die gemäßigten Breiten, wo sie in geeigneten Küstengewässern große Trupps bilden können. Sie überwintern damit in den südlicheren Regionen des Verbreitungsgebiets dieses Vogels. Die südlichen Populationen sind dagegen weitgehend Standvögel.
Im Winter taucht die Eiderente regelmäßig in geringer Zahl auch in großer Entfernung zum Meer an den größeren Alpenseen auf. Seit den 70er Jahren übersommern hier immer wieder einige Vögel. Am Zeller See im Land Salzburg gelang 1972 sogar ein Brutnachweis. Auch in der Schweiz ist die Eiderente in Ausnahmefällen ein Brutvogel. 1988 brütete die Eiderente erstmals am Zürichsee, in den Folgejahren kam es auch zu weiteren Bruten am Neuenburger-, Vierwaldstätter- und Walensee.

## Lebensweise und Ernährung

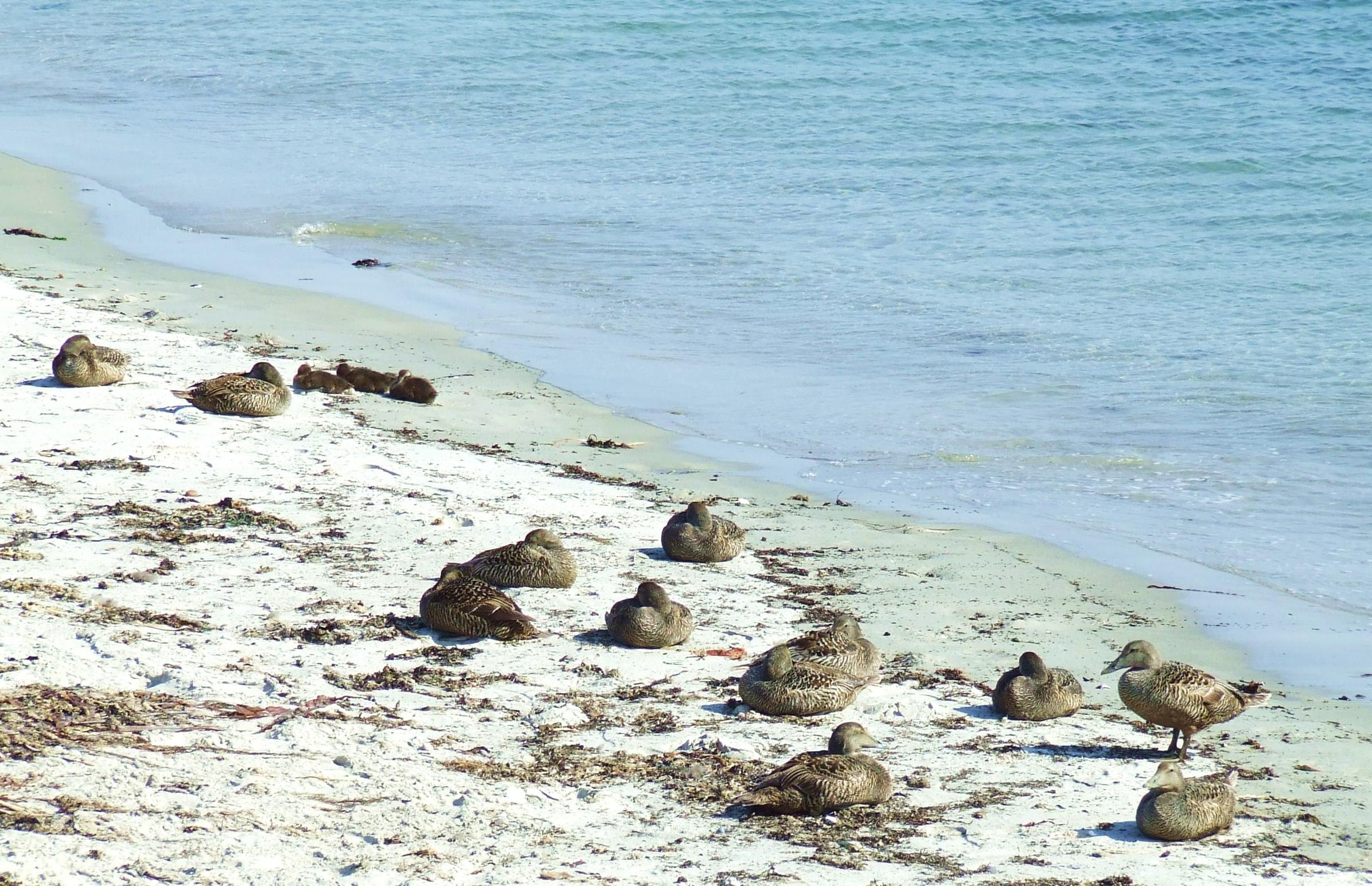
Eine Gruppe von Altvögeln und Küken ruht am Strand von Düne Anfang Juni

Die gesellig lebende Eiderente gehört zu den tagaktiven Enten mit ausgeprägter Tauchfähigkeit. Sie lebt überwiegend von Muscheln bis zu einer Größe von 40 Millimetern und frisst außerdem Schnecken, Krebstierchen sowie – im Gegensatz zu anderen Entenarten – Fische. An der Nordseeküste nutzt sie vor allem die Miesmuschelbänke. Im Binnenland frisst die Eiderente außerdem die eingebürgerten Dreikantmuscheln. Pflanzliche Nahrung spielt bei dieser Ente keine große Rolle. Allerdings frisst das Weibchen während der Brutzeit auch Vegetabilien und nimmt dabei besonders die Pflanzen auf, die in der Nähe des Nestes wachsen.

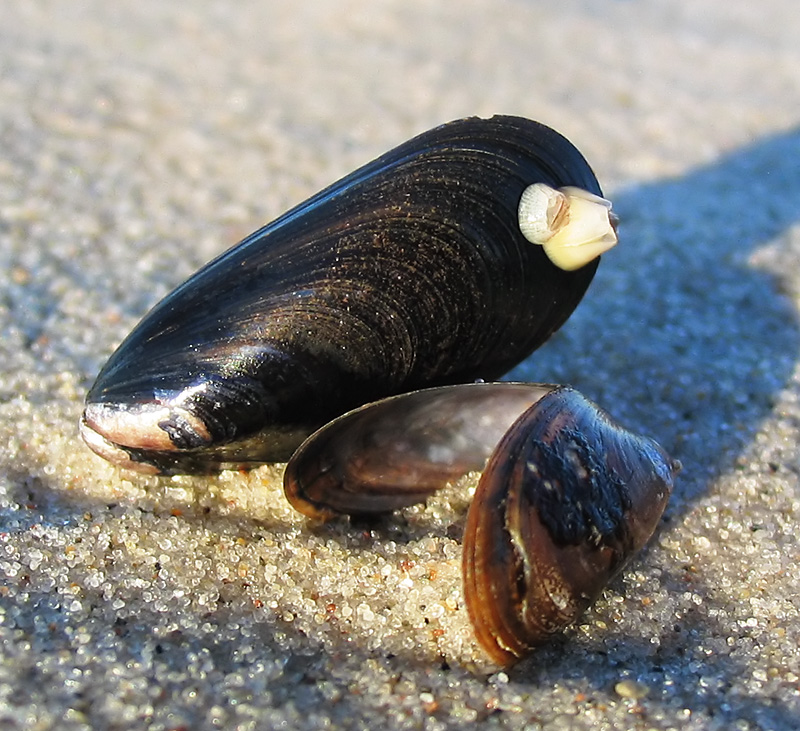
Miesmuscheln zählen zu den Muschelarten, die von der Eiderente gefressen werden

Muscheln erbeutet die Eiderente, indem sie entweder den Wattboden absucht oder sie im Wasser ertaucht. Mit Hilfe ihres kräftigen Schnabels ist sie in der Lage, Muscheln von ihrer Unterlage abzureißen oder nach ihnen im Wattboden zu graben. Angespülter Seetang wird von ihr gleichfalls nach Wasserinsekten, Muscheln und Schnecken abgesucht. Die Eiderente taucht gewöhnlich nach Muscheln bis zu einer Gewässertiefe von sechs Metern und bleibt etwas mehr als eine Minute unter Wasser. Unter Wasser nutzt sie dabei ihre Flügel zur Fortbewegung. Einzelne Beobachtungen sprechen davon, dass die Eiderente auch wesentlich tiefere Meeresböden erreichen kann. Tauchgänge in Tiefen bis zu 50 Meter wurden bereits beobachtet.
Die Muscheln werden mit den Schalen gefressen. Im starken Kaumagen der Eiderente werden sie geknackt; die Schalentrümmer scheidet die Ente anschließend als Speiballen aus. Das mit der Nahrung aufgenommene Salz wird über Salzdrüsen in der Stirn wieder abgegeben. Die Eiderente nutzt die Gezeitenwechsel gezielt aus, um auch solche Meeresregionen nach Nahrung abzusuchen, die für sie bei Flut nicht erreichbar wären.

## Fortpflanzung

### Balzverhalten

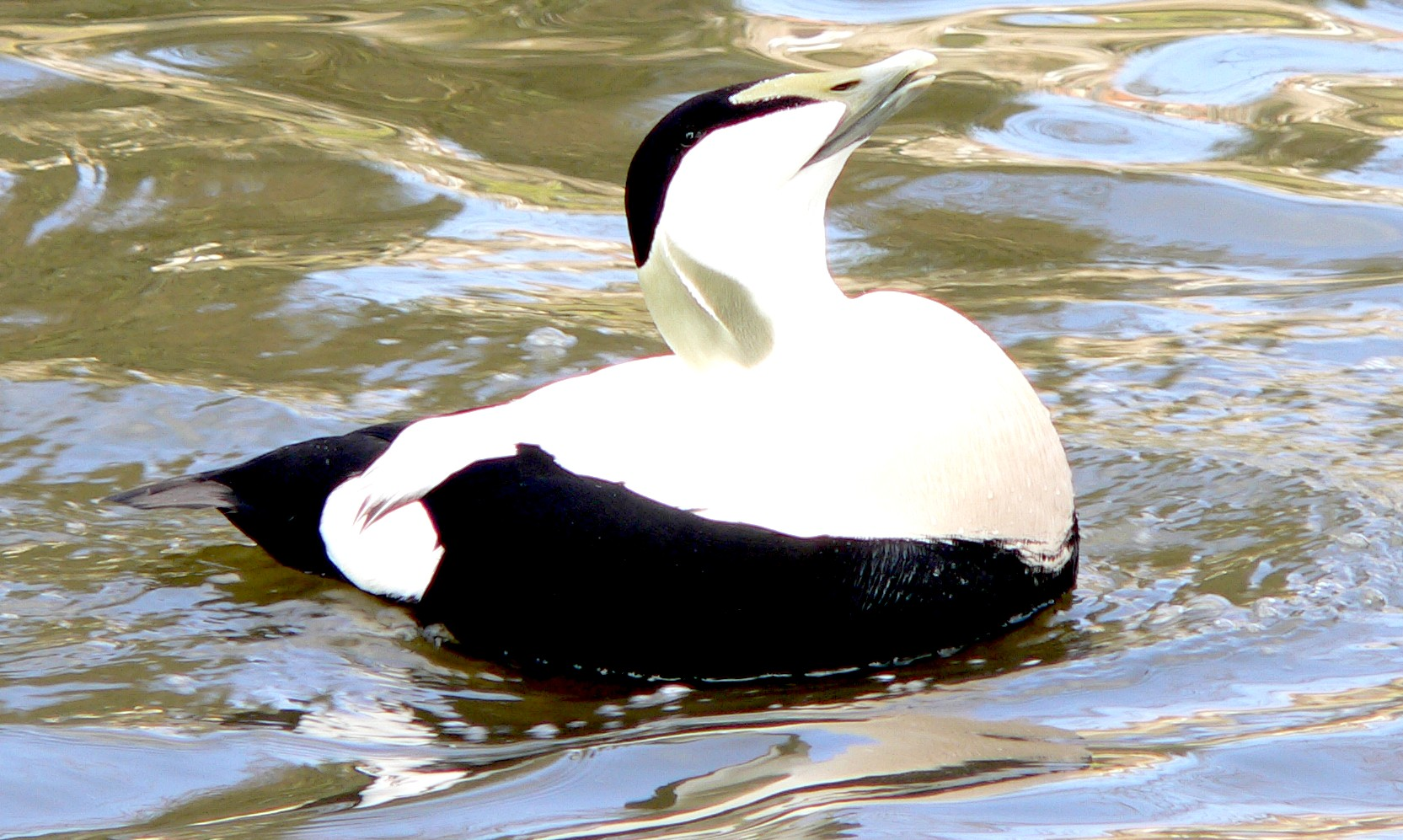
Balzende Männchen rufen ein weiches ahoo und legen während des Rufens den Kopf in den Nacken

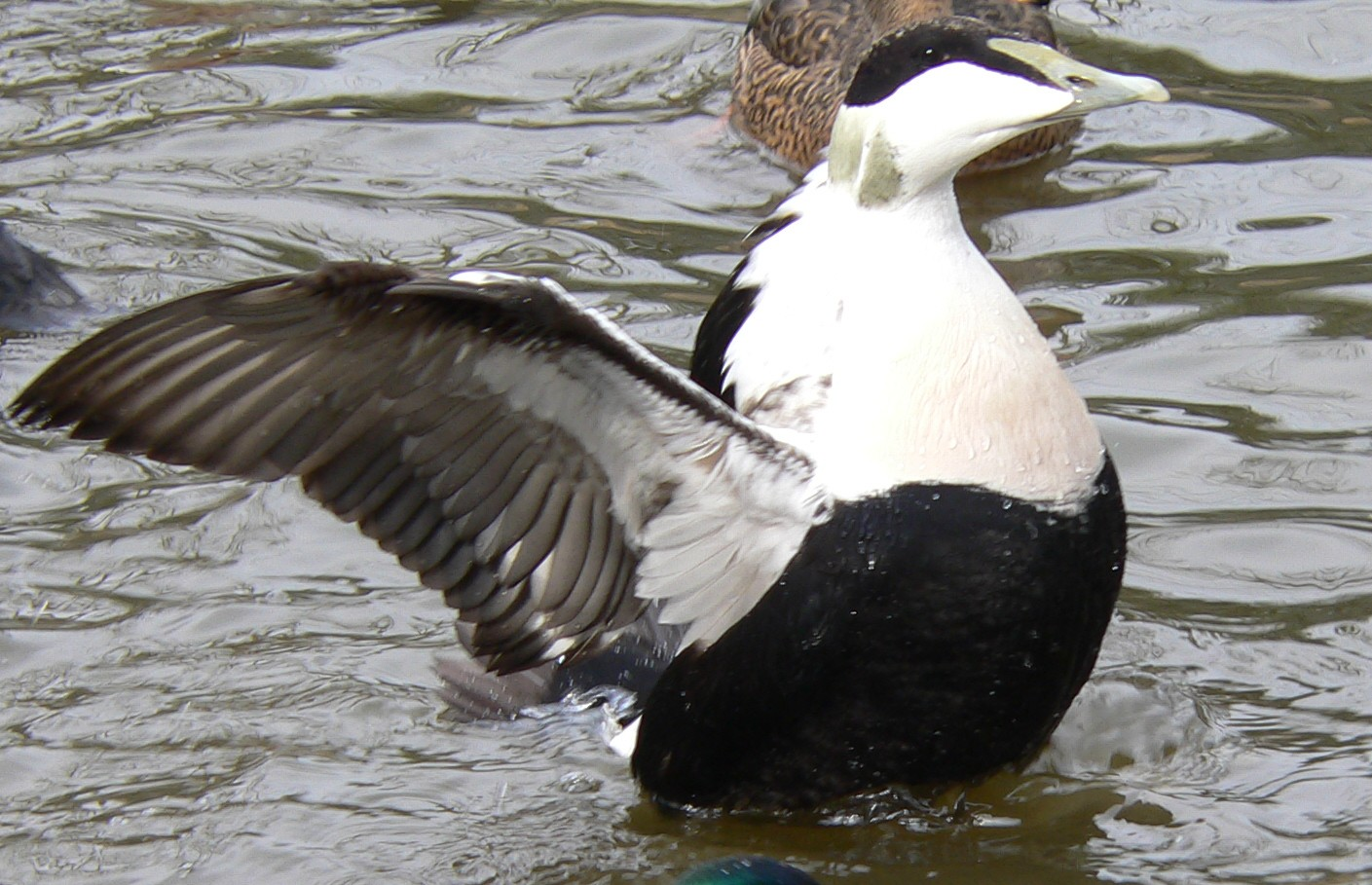
Zum Balzverhalten gehört auch ein Strecken des Körpers aus dem Wasser

Die Weibchen der Eiderente erreichen ihre Geschlechtsreife bereits in ihrem zweiten Lebensjahr. Nur ein Teil der zweijährigen Weibchen kommt allerdings auch schon zur Brut. Die Erpel dagegen beteiligen sich an der Balz erst in ihrem dritten Lebensjahr. Erst dann ist bei ihnen das Gefieder der erwachsenen Erpel weitgehend ausgebildet. Die Erpel beginnen mit ihrer Balz im Dezember. Erst im Spätwinter beteiligen sich auch die Weibchen daran. Es handelt sich um eine Gesellschaftsbalz, bei der sich bis zu 10 Männchen in der Nähe eines Weibchens versammeln. Junge, noch nicht geschlechtsreife Erpel halten sich häufig in der Nähe solcher balzenden Erpel auf und zeigen auch bereits erstes Balzverhalten.
Während der Balz ruft das Männchen ein weiches, dumpfes zwei- bis dreisilbiges ahoo oder hu-huúuu, das über das Watt oder die Wasserflächen sehr weit zu hören ist. Junge Männchen beherrschen diesen Ruf noch nicht. Ihr Ruf klingt heiserer und ist lautmalerisch mit gro-gro-ó umschrieben. Das Weibchen antwortet auf die Balzrufe des Männchens mit gockelndem goggoggoggog und knarrendem krrr.
Der Erpel zeigt während der Balzrufe eine charakteristische Körperbewegung, die gelegentlich auch als „eine Verbeugung nach hinten“ beschrieben wird.
Dabei legt der Erpel seinen Kopf weit in den Nacken und wölbt die Brust vor. Gewöhnlich umwerben mehrere Männchen ein Weibchen. Zu den typischen Balzhaltungen der Erpel gehören ein Imponierschwimmen, bei dem der Kopf langsam von rechts nach links gedreht wird, sowie das Strecken des Körpers aus dem Wasser, bei dem die Flügel nach hinten weggespreizt werden.

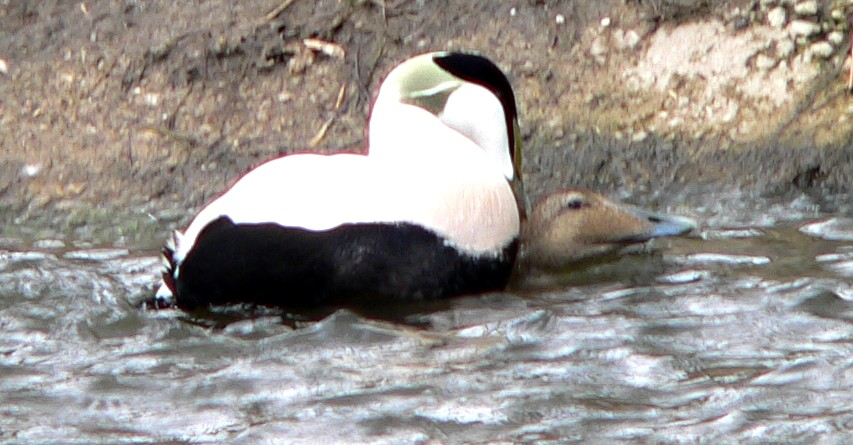
Die Paarung selbst ist nach wenigen Sekunden vorüber

Seine Paarungsbereitschaft signalisiert das Weibchen, indem es sich flach auf das Wasser legt. Zur Paarung schwimmt der Erpel auf die Ente, drückt sie dabei fast völlig unter Wasser und beißt ihr mit dem Schnabel in den Nacken. Die Paarung selbst dauert nur wenige Sekunden.
Bei der Ankunft im Brutgebiet ist die Mehrzahl der Weibchen verpaart. Eine Paarbindung besteht in der Regel nur für ein Jahr. Die ortstreuen Weibchen verpaaren sich aber gelegentlich mit dem gleichen Erpel im nächsten Jahr erneut, wenn dieser in dasselbe Revier zurückkehrt.

### Brut

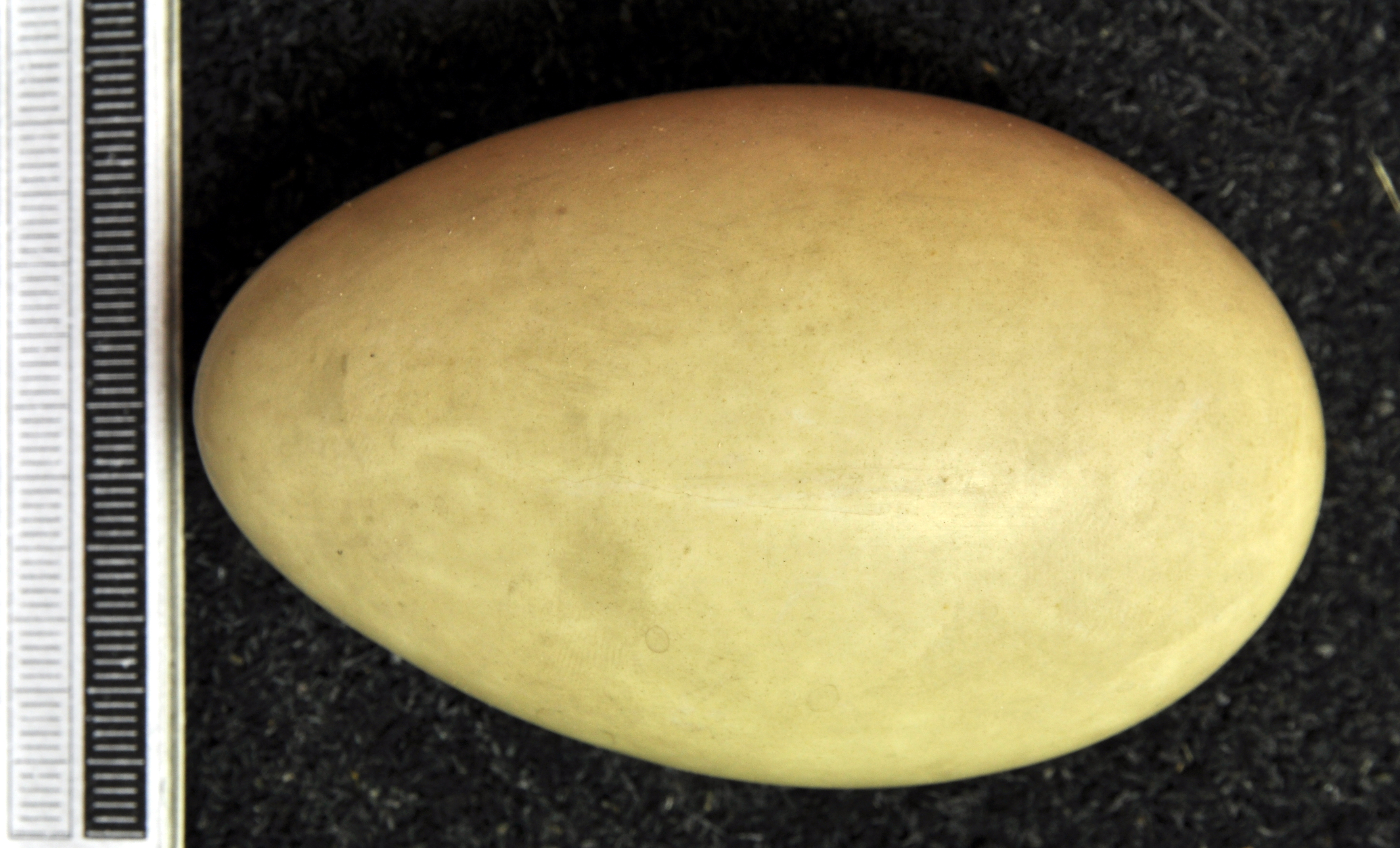
Ei (Sammlung Museum Wiesbaden)

Eiderenten brüten einzeln oder in kleinen Gruppen. Häufig befinden sich in den Brutgebieten aber auch größere Kolonien. Kolonien von bis zu 1.000 Paaren kommen beispielsweise auf Island vor. An geeigneten Plätzen können sich zwei bis drei Nester je Quadratmeter befinden. Eiderenten meiden Steilufer, schroffe Felsen und windexponierte Stellen. Steigt das Ufer sanft an, befinden sich die Kolonien mitunter mehrere hundert Meter von der Küstenlinie entfernt, so dass die Nester auch bei Hochwasser nicht vom Wasser erreicht werden.

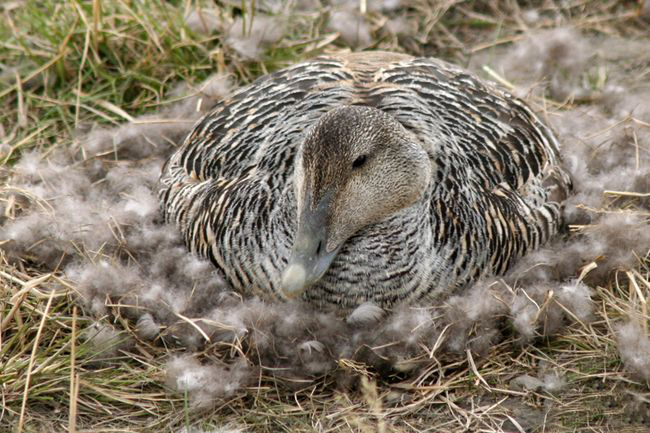
Brütende Eiderente

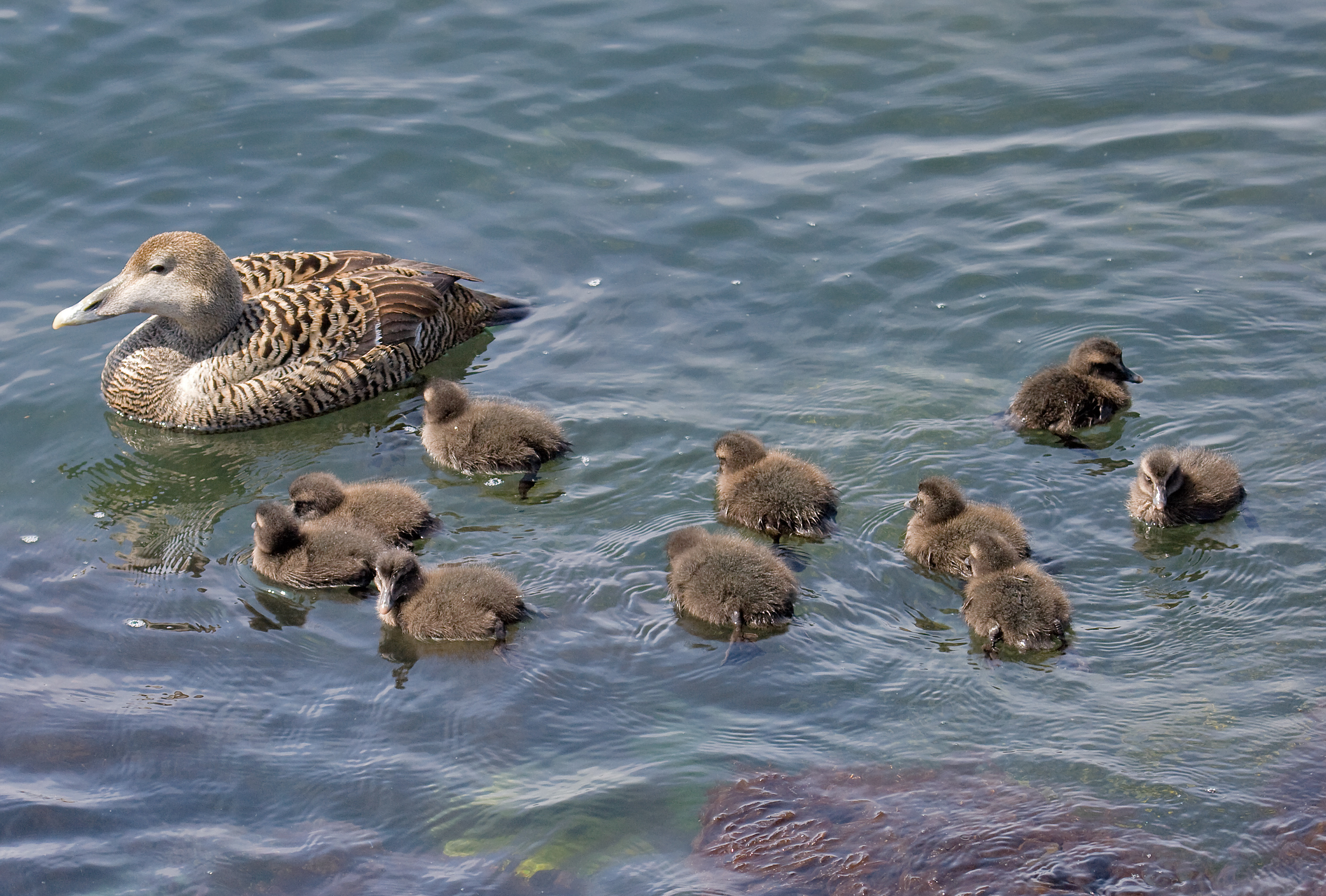
Weibchen mit Küken im Hafenbecken der Helgoländer Düne Anfang Juni

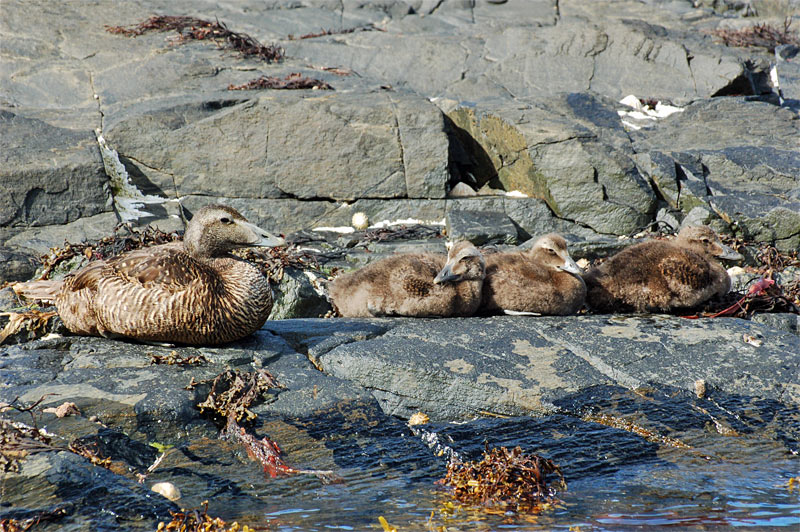
Eiderente mit drei Jungvögeln auf den Klippen der norwegischen Vogelinsel Runde

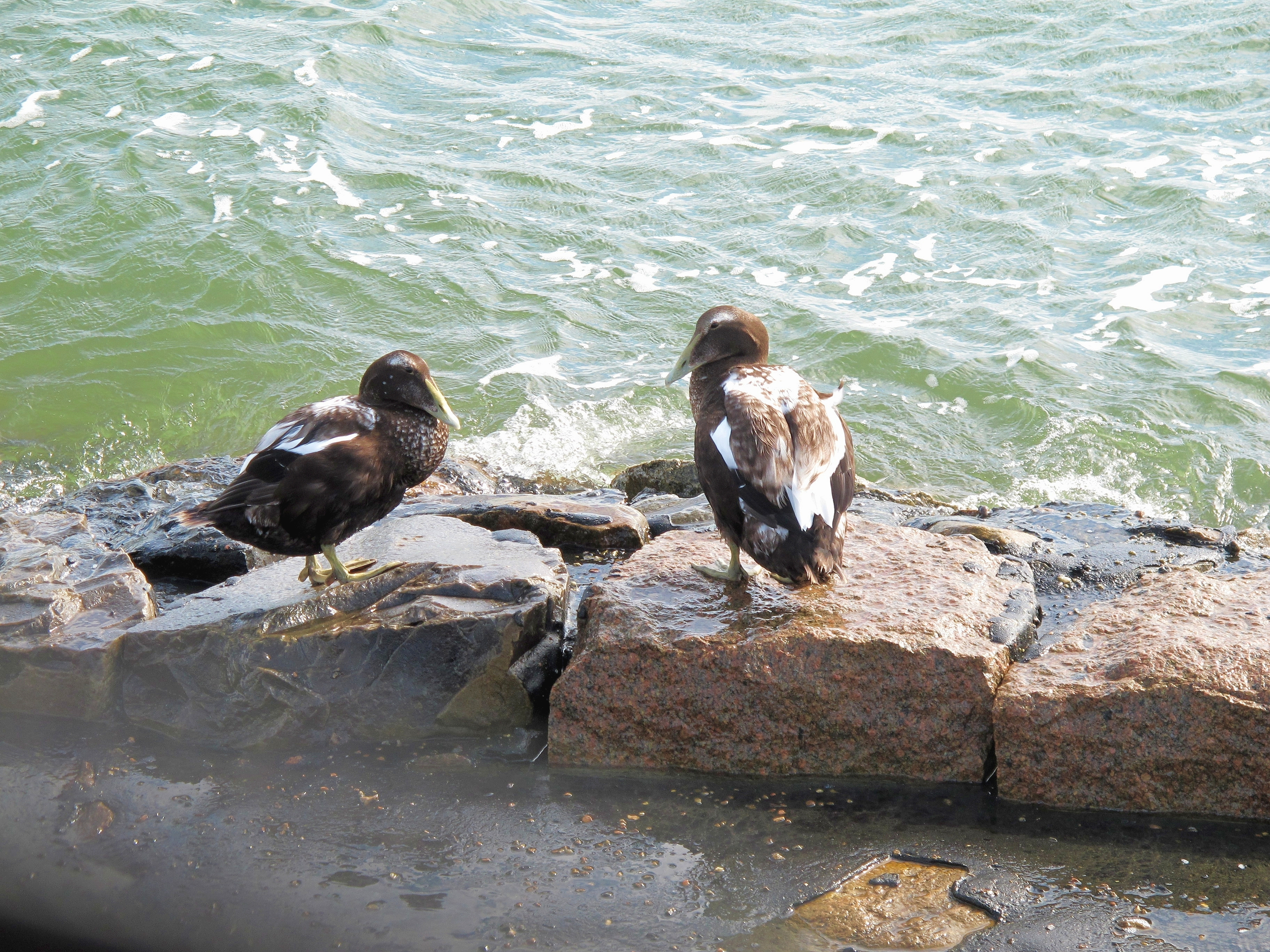
Männliche Eiderenten im Schlichtkleid im Schleswig-Holsteinischen Wattenmeer

Der Neststandort ist abhängig von den jeweiligen örtlichen Gegebenheiten. Auf vegetationslosen Brutplätzen errichtet das Weibchen das Nest zwischen dem Geröll. Das Nest ist dann nicht mehr als eine flache Mulde, die aber windgeschützt liegt. Ist eine krautige Vegetation oder Gebüsch vorhanden, liegen die Nester in ihrem Schutz. Gelegentlich nutzt das Weibchen auch alte Möwennester als Nistplatz. Auf bewaldeten Inseln errichten die Eiderenten ihre Nester auch im Schutz von Bäumen. Eiderenten nutzen regelmäßig ihre alten Brutplätze wieder, was die Vegetation in ihrem Brutgebiet beeinflusst. Bedingt durch den abgesetzten Entenkot sind die Stellen um die Nester krautig oder mit Zwergsträuchern bewachsen.
Die Brutzeit liegt je nach Region und Wetterbedingungen im Zeitraum von Anfang April bis Mitte Mai. Das Weibchen legt in der Regel vier bis sechs grünlich-graue Eier in die mit Bauchdaunen ausgepolsterte Nistmulde. Das Legeintervall beträgt 24 Stunden. Sind mehr als neun Eier im Nest, handelt es sich in der Regel um Mehrfachgelege, die bei Eiderenten wie bei anderen in Kolonien brütenden Enten und Halbgänsen häufig vorkommen. Verlässt das Weibchen während der Brut die Eier, bedeckt es diese mit Daunen, um den Wärmeverlust zu vermindern. Durch Störungen aufgeschreckte Weibchen spritzen beim Auffliegen Kot über die Eier. Die Eier werden 25 bis 26 Tage ausschließlich durch das Weibchen bebrütet, das während dieser Zeit fastet. Das Männchen hält sich unterdessen in der Nähe des Nestes auf. Es schränkt in dieser Zeit sogar die Nahrungsaufnahme ein, so dass die Erpel an Körpergewicht verlieren. Ist die Brut jedoch hinreichend weit fortgeschritten, wandern die Männchen zu den Mauserplätzen ab.
Die Jungvögel werden nach dem Schlüpfen von dem Weibchen geführt. Auf dem Meer schwimmend betreut das Weibchen die Jungvögel bis in den Spätsommer hinein. Diese Führungszeit beträgt etwa 65 bis 75 Tage. Während dieser Führungszeit kommt es häufig zur Vergesellschaftung mit mehreren Familien, die sich wieder auflösen, sobald die Jungvögel flugfähig sind.

## Zugverhalten
Eiderenten sind verhältnismäßig standorttreue Tiere, die zum Teil in ihren Brutrevieren auch überwintern. Der überwiegende Teil der Population nutzt allerdings separate Mauser- und Überwinterungsquartiere, wobei überwiegend nur kurze Strecken gezogen werden.
Zur Mauser ziehen die Vögel nach der Brut in ihre Mauserquartiere, viele Vögel sind dann beispielsweise im Wattenmeer anzutreffen. Dabei bevorzugen die dann nur eingeschränkt flugfähigen Eiderenten Gebiete, in denen sie weitgehend ungestört sind. Ein Habitat ist die unbewohnte Insel Trischen vor der Küste von Dithmarschen, wo ca. 9.500 Eiderenten, die von der Ostsee her stammen, eine Vollmauser durchführen. Das bedeutet, dass sie neben dem Körpergefieder auch ihr Großgefieder erneuern. Die Großgefiedermauser setzt nach der Mauser des Körpergefieders ein und umfasst Schwung- und Steuerfedern, was dazu führt, dass die Eiderente zunächst eine Zeitlang flugunfähig ist. In dieser Zeit ist sie möglichen Feinden eine leichte Beute, so dass sie sichere Plätze mit guter Nahrungsgrundlage benötigt, um diese kritische Phase zu überstehen. Dies ist z. B. auf Trischen gegeben. Ihre Fluchtdistanz gegenüber Menschen erhöht sich in dieser Zeit von normalerweise 100 bis 300 Meter auf 500 bis 1.000 Meter. Der Mauserzug ist daher dadurch bedingt, dass sie große Ruhezonen benötigen. Küstenbereiche, in denen sie sich sonst aufhalten, die ihnen aber nicht ausreichend Rückzugsmöglichkeiten bieten, werden während dieser Zeit von den Eiderenten gemieden.
Mittlerweile nutzen die Eiderenten auch einige größere Alpenseen als Quartier für ihre Mauser. So sind Eiderenten während dieser Zeit beispielsweise auch am Bodensee zu beobachten, wo sich bis zu hundert Vögel versammeln. Gelegentlich dienen die Mauserquartiere auch als Überwinterungsort – so beispielsweise im Wattenmeer. Gelegentlich suchen sie aber ab Oktober bis November separate Überwinterungsquartiere auf, von denen sie ab Februar bis März in Richtung ihrer Brutgebiete zurückkehren. Die auf Island und Spitzbergen brütenden Vögel erreichen ihre Brutplätze in den Monaten April bis Mai.

## Fressfeinde und andere natürliche Todesursachen
In den nördlichsten Regionen ihres Verbreitungsgebietes zählen die Schneeeule und der Polarfuchs zu den Fressfeinden der Eiderente. In den südlicheren Verbreitungsgebieten gehören der Uhu, der Seeadler und der Rotfuchs zu den Arten, die in der Lage sind, die schwere Ente zu erlegen.
Küken und Eier sind außerdem durch Möwen sowie verschiedene Rabenvögel (beispielsweise Raben- und Nebelkrähe sowie Kolkrabe) bedroht. Gefährdet sind die Jungvögel jedoch auch durch den Befall mit Parasiten, von denen einige sich auf die Eiderente als Zwischenwirt spezialisiert haben. Viele der Jungvögel leiden beispielsweise an Saugwürmern, die zu einer Schwächung der Jungvögel und gelegentlich zu ihrem Tod führen. Zu einem Massensterben von Eiderenten kann es außerdem kommen, wenn in strengen Wintern die Meeresküsten vereisen und die Eiderenten nicht mehr in der Lage sind, die Muscheln auf dem Meeresboden zu erreichen.

## Unterarten
In dem großen Verbreitungsgebiet der Eiderente werden sechs Unterarten unterschieden, wobei Übergangs- und Mischpopulationen die genaue Abgrenzung der Unterarten schwierig machen:
- Somateria mollissima mollissima ist die Nominatform und hat ihr Brutgebiet in Nordwesteuropa.
- S. m. faeroeensis ist die kleinste Unterart der Eiderente und nur auf den Färöer-Inseln zu finden. Das Weibchen dieser Unterart ist etwas dunkler gefärbt.
- S. m. borealis ist die Unterart, bei der das Männchen einen orangegelben Schnabel hat und das Gefieder des Weibchens mehr rötlich-braun gefärbt ist. Diese Unterart ist vor allem im arktischen Nordatlantik zu finden.
- S. m. dresseri unterscheidet sich von den anderen Unterarten durch eine vorne breite und abgerundete Schnabelspitze. Diese Unterart lebt in der Region von Labrador bis Maine.
- S. m. sedentaria lebt in der Hudson Bay; das Weibchen fällt durch ein eher graubraunes Gefieder auf.
- S. m. v-nigrum ist in der nordpazifischen Region von den Neusibirischen Inseln bis in das arktische Kanada zu finden. Es handelt sich um die größte Unterart, bei der ausgewachsene Erpel an Kinn und Kehle ein breites, schwarzes V-Abzeichen haben.

## Mensch und Eiderente

### Jagd und sonstige Beeinflussung durch den Menschen
Die Jagd auf die Eiderente ist in den skandinavischen Ländern bis auf Island sowie in Russland erlaubt. Sie wird dort zum Teil sehr stark bejagt. In Norwegen sind die großen Brutgebiete der Eiderente allerdings inzwischen geschützt. Auf Island wurde sie 1786 teilweise und seit 1847 völlig geschützt.
Neben der Jagd kommt es auch zu Verlusten von Gelegen und Küken, wenn Eiderenten durch Menschen gestört werden. Dies trifft vor allem auf die Küstenabschnitte zu, die stark touristisch genutzt werden. Eiderenten leiden außerdem an der Verschmutzung der Meere durch Pestizide. Die Niederlande wurden beispielsweise ab dem Jahre 1925 von Eiderenten besiedelt. Der Bestand wuchs relativ schnell auf 6.000 Individuen, brach jedoch dann auf Grund von Pestizidbelastungen stark ein. Bei Ölunfällen gehört sie zu den Arten, die aufgrund der Verschmutzung des Gefieders und dem Entzug der Nahrungsgrundlage in großer Anzahl sterben. Im Jahre 1970 kamen im Kattegat beispielsweise nach einem Ölunfall 30.000 Eiderenten ums Leben.

### Wappenvogel von Northumberland
Eine der bekanntesten Kolonien von Eiderenten befindet sich auf den Farne-Inseln vor Northumberland, Großbritannien. Die dort brütenden Vögel waren Gegenstand eines der ältesten Vogelschutzgesetze der Welt, das der Heilige Cuthbert im Jahre 676 n. Chr. erließ, daher rührt auch der Name St.-Cuthberts Ente. Heute brüten noch etwa 1.000 Entenpaare auf diesen Inseln. Da der Heilige Cuthbert der Schutzpatron von Northumberland ist, wurde die Eiderente zum Wappentier dieses Landkreises. Eiderenten werden dort gelegentlich auch Cuddy’s ducks genannt, da Cuddy der Kosename für Cuthbert ist.

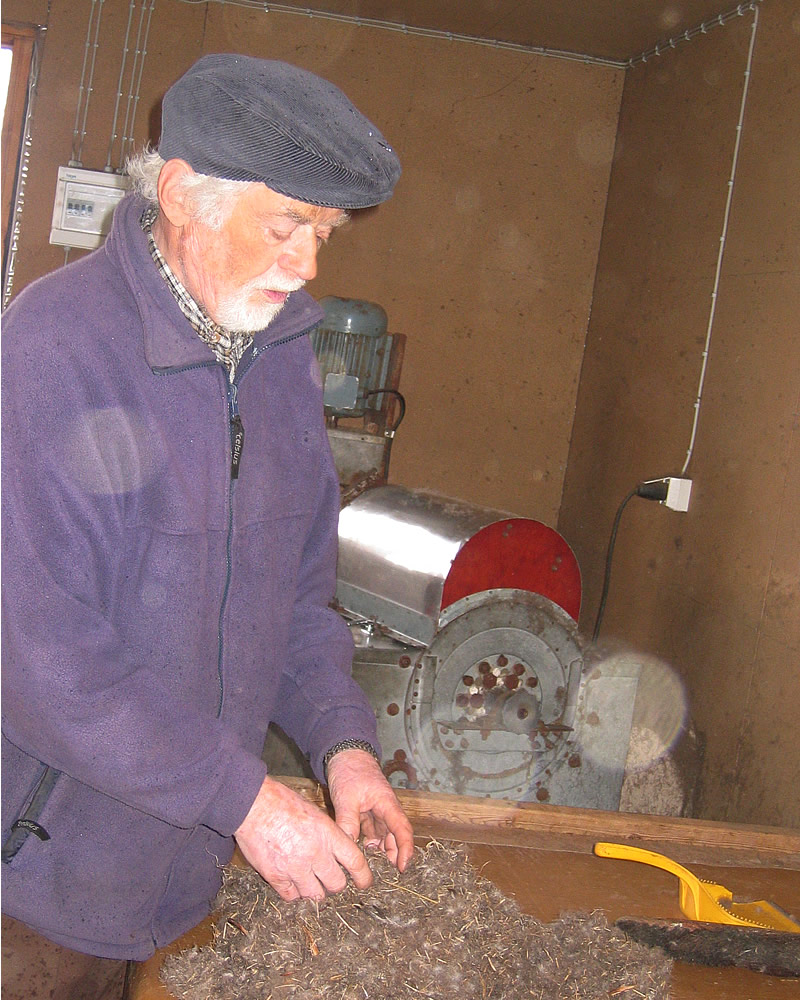
Ein isländischer Bauer reinigt Daunenfedern von Stroh

### Wirtschaftliche Nutzung
Die Eiderente ist der Lieferant der Eiderenten-Daune, die eine hohe Wärmespeicherkapazität besitzt. Eiderdaunen galten über lange Zeit als das beste Material, das für die Füllung von Bettdecken verwendet werden konnte. Eine gezielte kommerzielle Ausbeute dieser Eiderdaunen begann bereits vor dem 10. Jahrhundert.
Bis in die Mitte des 20. Jahrhunderts stellten Eiderdaunen einen der wichtigsten Exportartikel Islands dar. Auch heute kommt dort der Eiderente aufgrund dieser Daunen eine größere wirtschaftliche Bedeutung zu. Mit den weichen und warmen Daunen werden Kissen und Bettdecken gefüllt. Die Ernte dieser Daunen ist dabei durchaus mit dem Artenschutz verträglich, da normalerweise die Federn verwendet werden, mit denen Eiderenten ihre Nester auspolstern und diese Federn geerntet werden können, nachdem die jungen Enten das Nest verlassen haben. Ein Daunennest wiegt im Schnitt nur rund 20 Gramm. Die Reinigung der Daunen von Pflanzenteilen ist eine zeitintensive Arbeit, die Stunden in Anspruch nimmt. Nur etwa 1,5 Gramm verwendbarer Daunen pro Nest bleiben nach diesem Reinigungsprozess über, so dass etwa die Ernte von 700 Nestern gebraucht wird, um ein Kilogramm handelbarer Eiderdaunen zu erhalten. In einer Dokumentation des Senders Arte aus dem Jahr 2019 wird jedoch gezeigt, dass die Ernte der Daunennester auf Island bereits während der Brutzeit erfolgt, durch Austausch mit Stroh.

### Haltung von Eiderenten
Eiderenten werden aufgrund des attraktiven Brutkleides der Männchen zunehmend in Gehegen gehalten. Es sind friedfertige Vögel, die sich gut mit anderen Wasservögeln vertragen. Für ihr Wohlbefinden brauchen diese Enten jedoch hinreichend tiefe Teiche mit sauberem Wasser.

### Weiteres
Der Asteroid des äußeren Hauptgürtels (8756) Mollissima ist nach der Eiderente benannt (wissenschaftlicher Name Somateria mollissima). Zum Zeitpunkt der Benennung des Asteroiden am 2. Februar 1999 befand sich die Eiderente auf der niederländischen Roten Liste gefährdeter Arten.